# Eurynogaster vittata
Eurynogaster vittata är en tvåvingeart som beskrevs av Hardy och Linda M. Kohn 1964. Eurynogaster vittata ingår i släktet Eurynogaster och familjen styltflugor. Inga underarter finns listade i Catalogue of Life.